# Vojislav Vojinović
Vojislav Vojinović (en serbio: Војислав Војиновић) fue un noble serbio del siglo XIV y uno de los principales miembros de la noble familia Vojinović. Ocupó cargos destacados durante los reinados de los zares Esteban Dušan y Esteban Uroš. Su padre, Vojin, fue gobernador de la región de Hum, mientras que Vojislav ocupó varios cargos, desde 1349 hasta 1363. Después de 1355, se convirtió en el noble más influyente en el noroeste del Imperio serbio, ya que controlaba las regiones fronterizas entre la costa del Adriático y el río Drina. incluido Konavle, Trebinje, Popovo Polje, Gacko y Užice.

## Orígenes y matrimonio
Vojislav era el hijo menor de vaivoda Vojin, que había luchado bajo el mando de Esteban Dečanski y Esteban Dušan. Su hermano mayor, Altoman Vojinović, gobernaba una parte de Zeta.
Se casó con Gojislava y tuvo dos hijos, Dobrivoj y Stefan. Su viuda heredó las tierras de Vojislav y su hermano Altoman.

## Guerra con Hungría y Ragusa
En 1358 Luis I de Hungría invadió Serbia y Vojislav apoyó la campaña del zar Uroš contra la invasión. De hecho, como el principal magnate en la región fronteriza con Hungría, fue clave para la defensa serbia contra Hungría y para Vojislav, que ya era influyente antes, esto proporcionó una base para una influencia mucho mayor.
Como resultado del Tratado de Zadar, Ragusa quedó bajo el dominio húngaro en 1358. A Dubrovnik se le otorgó una concesión importante de que debería poder continuar comerciando con Serbia incluso en caso de guerra entre Serbia y Hungría. Ston y su península, en manos de Ragusa, habían sido anteriormente parte de Serbia y, de manera crucial, Vojislav se consideraba a sí mismo el duque (knez) de Hum. Vojislav amenazó a Ragusa: «Te quitaré Stonski Rat porque es mío; soy el duque de Hum y Stonski Rat es la sede del Ducado de Hum, lo que significa que es mío». Vojislav saqueó los territorios ragusianos. Durante la guerra de 1361-1362 entre Ragusa y Kotor, Vojislav se puso del lado de Kotor; se firmó la paz en 1362 y se restauraron las fronteras.

## Muerte
Vojislav murió de peste el 25 de octubre de 1363, y fue enterrado en el monasterio serbio de San Nicolás de Debar, en Priboj en el Lim, la inscripción en su tumba dice: «Gran duque de todas las tierras serbias, griegas y marítimas».